# تاناسیلما، شهرستان ترتو
تاناسیلما، شهرستان ترتو (به لاتین: Tännassilma, Tartu County) یک روستا در استونی است که در شهرستان تارتو واقع شده‌است.

## خصوصیات
تاناسیلما ۴۵ نفر جمعیت دارد.